# Jan Evert Veer
Jan Evert Veer (ur. 1 listopada 1950 w Hadze) – holenderski piłkarz wodny. Zdobywca brązowego medalu na Letnich Igrzyskach Olimpijskich w Montrealu.